# Tylopathes crispa
Tylopathes crispa is een Antipathariasoort uit de familie van de Stylopathidae. De wetenschappelijke naam van de soort is voor het eerst geldig gepubliceerd in 1889 door Brook.